# Ptiolinites oudatchinae
Ptiolinites oudatchinae är en tvåvingeart som beskrevs av Mostovski, Jarzembowski, Coram och Jörg Ansorge 2000. Ptiolinites oudatchinae ingår i släktet Ptiolinites och familjen snäppflugor. Inga underarter finns listade i Catalogue of Life.